# Gibsonova poušť

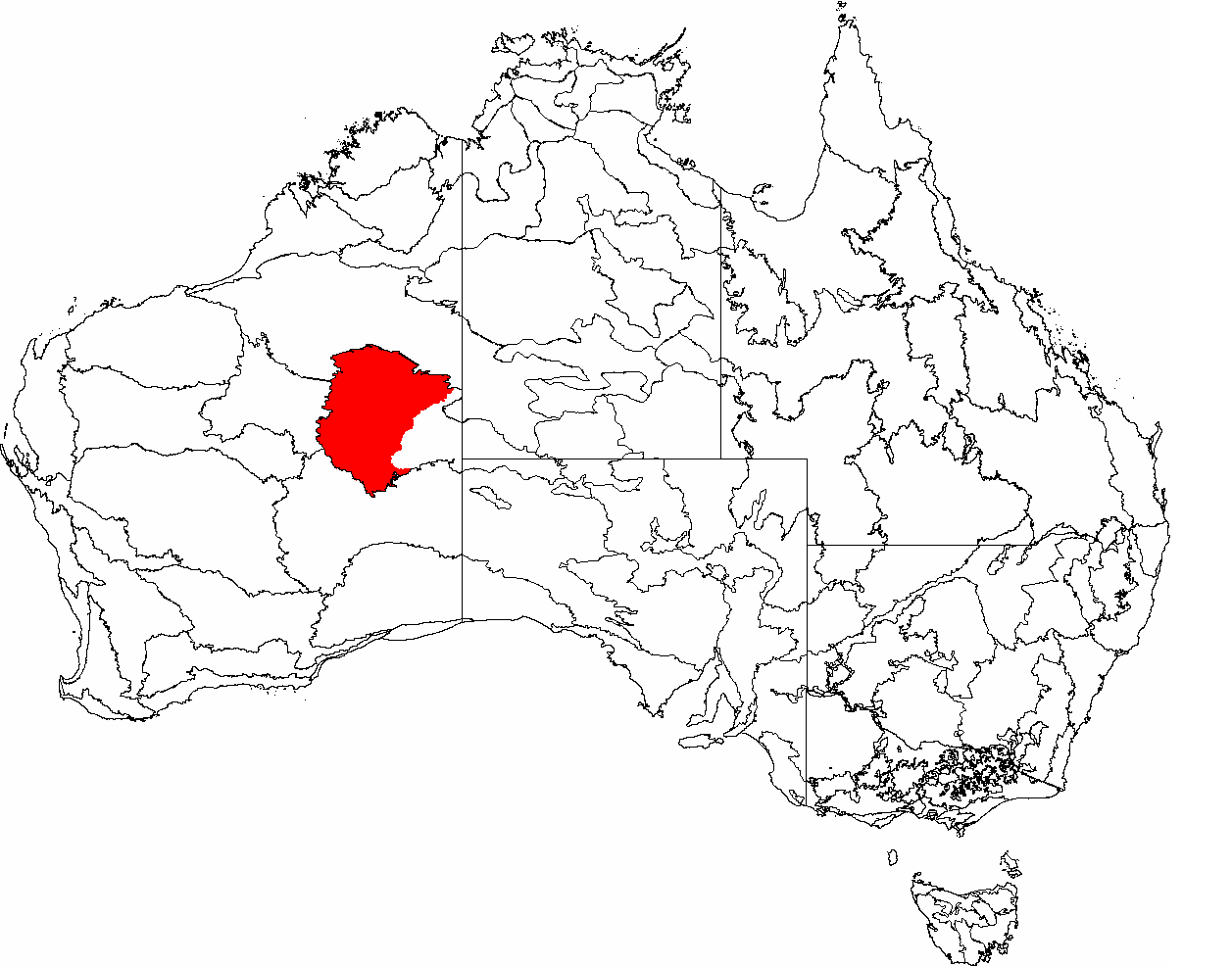
Gibsonova poušť (červená barva) na mapě Vnitřní biogeografické regionalizace Austrálie

Gibsonova poušť (anglicky: Gibson Desert) je australská poušť nacházející se ve vnitrozemí spolkového státu Západní Austrálie. Rozkládá se na celkové ploše 156 290 km2 a jedná se tak o pátou největší poušť v Austrálii. Pojmenována byla po badateli Alfredu Gibsonovi, který zemřel roku 1874 při expedici, jejímž cílem bylo přejít západoaustralské pouště z východu na západ. Jelikož se jedná o poušť, jde o aridní oblast, kde je roční úhrn srážek výrazně nižší než roční výpar (v tomto případě 200–250 mm, respektive 3600 mm). Podnebí je teplé, maximální letní teploty převyšují 40 °C, zatímco zimní maxima dosahují 18 °C a zimní minima 6 °C. Oblast se nachází v nadmořské výšce kolem 500 m n. m.
Gibsonova poušť je jeden z západoaustralských regionů Vnitřní biogeografické regionalizace Austrálie (anglicky: Interim Biogeographic Regionalisation for Australia, IBRA) a ekoregion Světového fondu divočiny.

## Odkazy

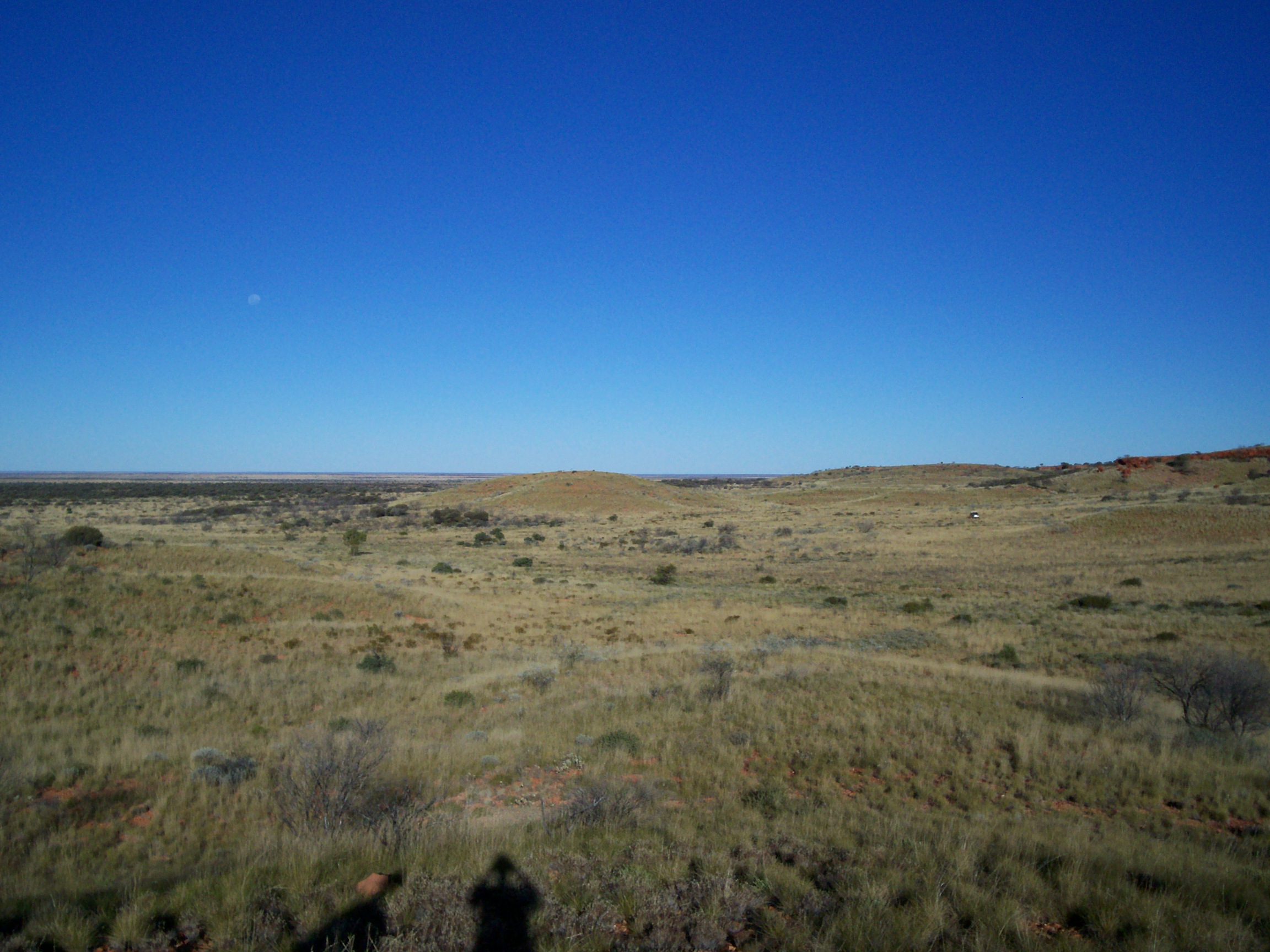
Gibsonova poušť